# La notte dell'iguana
La notte dell'iguana (The Night of the Iguana) è un film del 1964 diretto da John Huston. È basato sull'omonimo dramma di Tennessee Williams (1961).

## Trama
In una remota località marittima del Messico, Lawrence Shannon, un ex prete alcolizzato, cerca di rimettere insieme i cocci della sua vita. Diventa una guida turistica e finisce in un hotel gestito da una vedova avventuriera, Maxine Faulk. Hannah Jelkes, un'eterea pittrice in vacanza con il nonno poeta, potrebbe forse salvarlo.

## Riconoscimenti
- 1965 – Premio Oscar
  - Migliori costumi (bianco e nero) a Dorothy Jeakins
- 1964 – Festival Internazionale del Cinema di San Sebastián
  - Concha de Plata alla migliore attrice ad Ava Gardner